# ミア・セント・ジョン
ミア・ロゼイルズ・セント・ジョン（Mia Rosales St. John、1967年6月24日 - ）は、アメリカ合衆国の女性プロボクサー、総合格闘家。他にテコンドーチャンピオン・モデル・実業家の顔も持つ。カリフォルニア州サンフランシスコ出身。

## 来歴

### ボクサーデビュー前
カリフォルニア州立大学ノースリッジ校では黒帯を獲得するなどテコンドー選手として活躍する一方、学費を稼ぐためモデルの仕事もしていた。
卒業後の1991年、俳優のクリストフ・セント・ジョンと結婚。1男1女をもうけるが、1995年離婚。

### ボクサーデビュー後
プロボクサーとしてのデビューは1997年2月14日。29歳と遅咲きであったが、1回54秒KO勝ちでデビューを飾る。そこから「The Knockout」のニックネームをもらう。
その後、ドン・キングのプロモートを受け、オスカー・デ・ラ・ホーヤの前座で戦い注目を集める。23戦で22勝1分けと無敗を維持するとともに12KOを量産する。
だが、2001年にキングとの契約が満了になると、11月9日のロランダ・アンドリュース戦でまさかの2回TKOを喫し、ボクサーキャリアとして初の敗北となった。
これを受けて、新トレーナーの元で再起を図り、4連勝。4戦目はTKO勝利となった。
そして2002年12月6日、女子ボクシングのパイオニアであるクリスティ・マーチンと対戦。結果は0-3の判定負け。
2003年9月19日、後のWBC女子世界王者オリビア・ゲルーラと対戦。結果はドロー。
2004年4月15日、後のWBC世界王者ジェシカ・ラーコーツィと戦い0-3の判定負け。2005年2月10日に再戦も今度は2RTKO負け。

### 初の世界王座
2004年6月12日、リズ・ドリューとのIFBA世界ライト級タイトルマッチに挑む。3-0判定で制しデビュー8年48戦目で念願の初タイトルを奪取した。
2004年8月20日、北京でドナ・ビガーズを退け初防衛。

### 世界王座陥落 - 再起
しかし、2004年12月8日、ホリー・ホルムに3者フルマークで敗れ王座陥落。
2006年4月1日、シェルビー・ウォーカーを3回TKOで下し、再起に成功。
6月23日にジェレーナ・ムルジェノビッチとのWIBF王座決定戦に挑むが判定負け。
続く2007年2月9日のジェイミー・クランピットとのIWBF王座決定戦も敗退。
2008年6月14日、エイミー・ユラトヴァックとのWBC女子インターナショナルウェルター級王座決定戦に2-0で勝利。
続く12月20日にダリス・パルドに勝利してWBC女子インターナショナルライト級王座を奪取。WBCインター2階級制覇達成。
2009年4月4日、ブルック・ディアドルフに敗れWBCインターライト級王座陥落。
2010年3月20日、アウェーのドイツでローラ・エル・ハラビの持つWIBA・WIBFライト級王座に挑むが5回TKO負け。KO負けは5年ぶり3度目。
10月16日、再起戦としてタミー・フランクスに判定勝利。

### WBC王座獲得
2012年8月14日、空位のWBC女子世界スーパーウェルター級王座決定戦としてクリスティ・マーチンと10年ぶりのリマッチを果たし、3-0判定勝利でリベンジを果たしWBC王座も獲得した。女子ボクシング史上最年長で男子を含めてもバーナード・ホプキンス、ジョージ・フォアマンに次ぐ第3位となる45歳1ヶ月での世界王座奪取となった（2015年にアリシア・アシュレーに更新される）。試合後、両者とも引退を表明した（後に撤回）。

### WBC王座陥落 - 引退
2012年11月10日、ティファニー・ジュノ相手に防衛戦を行うが、0-3判定で敗れ王座陥落。
2013年4月13日、WBA・WBC・WBO女子世界ウェルター級王者セシリア・ブレークフスに挑むが3回TKO負け。試合後に引退も囁かれたが、後に否定し再起へ向けてトレーニングを再開した。
2014年5月17日、WIBA世界ウェルター級王者トリー・ネルソンに挑むが2回TKO負け。
2016年4月16日、リサ・ルイスと対戦し、4回TKO勝ち。この試合で現役を引退した。

### 引退後
2018年8月、現役時代に20試合ほどで、スタノゾロール、ナンドロロン、オキサンドロロンなどのアナボリックステロイドやマスキング剤、減量剤を使っていたことをインタビューで告白。ボクシングで蔓延していることはどのボクサーも知っているのに陽性反応が出たボクサーをボクサーがけなしているのが嫌い、正しくないことはわかっていたが、ジムやキャンプやスパーリングパートーナーなどあらゆるところで蔓延していたので置いて行かれないように使わないといけない気持ちにさせられた、全てのボクサーでは無いが多くのボクサーが使っているのを見てきた、ドーピング検査を逃れる方法はたくさんあるので陽性反応が出ないからと言って使っていないことを意味する訳ではない、など語った。

## エピソード
- 1999年11月のPLAYBOYで表紙と11ページのグラビアを飾った。
- 2012年に新体制となったK-1ではスパイクが制作するインターネット中継のコメンテーターに就任し、10月14日の両国国技館大会で来日もしている[5]。

## 戦績

### 総合格闘技
| 総合格闘技 戦績 | 総合格闘技 戦績 | 総合格闘技 戦績 | 総合格闘技 戦績 | 総合格闘技 戦績 | 総合格闘技 戦績 | 総合格闘技 戦績 |
| --------------- | --------------- | --------------- | --------------- | --------------- | --------------- | --------------- |
| 1 試合          | (T)KO           | 一本            | 判定            | その他          | 引き分け        | 無効試合        |
| 1 勝            | 1               | 0               | 0               | 0               | 0               | 0               |
| 0 敗            | 0               | 0               | 0               | 0               | 0               | 0               |

| 勝敗 | 対戦相手         | 試合結果                 | 大会名                | 開催年月日    |
| ○    | ロンダ・ガレゴス | 1R 0:44 KO（パンチ連打） | X-1 Events: Champions | 2008年1月26日 |

### ボクシング
- 63戦 47勝 18KO 14敗 2分け

## 獲得タイトル
- IFBA世界ライト級王座
- WBC女子インターナショナルウェルター級王座
- WBC女子インターナショナルライト級王座
- WBC女子世界スーパーウェルター級王座